# گامتوژنز

طرحی که تشابهاتی را در فرایند بلوغ تخمک و رشد اسپرماتیدها به دنبال مسیرهای ویژهٔ آن‌ها نشان می‌دهد. اووسیت‌ها و اسپرماتوسیت‌ها هر دو گامتوسیت هستند. تخمک‌ها و اسپرماتیدها گامت‌های کاملی هستند. در حقیقت، نخستین گویچۀ قطبی معمولاً بدون تقسیم می‌میرد.

گامتوژنز یا گامت‌زایی یا کامه‌زایی (به انگلیسی: Gametogenesis) فرآیندی زیستی است که طی آن، پیش‌ساز دیپلوئید یا هاپلوئید تحت تقسیم سلولی و تمایز قرار می‌گیرند تا گامت‌های هاپلوئید بالغ را تشکیل دهند. بسته به چرخهٔ زندگی زیستی جاندار، روش‌های گامتوژنز متفاوت است. برای مثال، گیاهان از طریق میتوز در اندام گامتوفیت خود، گامت تولید می‌کنند. گامتوفیت‌ها پس از میوز، از هاگ‌های هاپلوئید، رشد می‌کنند. وجود یک فاز چندسلولی و هاپلوئید در چرخهٔ زندگی بین میوز و گامتوژنز، تناوب نسل‌ها نامیده می‌شود.

## در جانوران
جانوران مستقیماً از طریق میوز از سلول‌های مادری دیپلوئید در اندام‌هایی به‌نام غدد جنسی (بیضه در نر و تخمدان در ماده) گامت تولید می‌کنند. در رشد سلول‌های زایای پستانداران، گامت‌های دوشکلی جنسی در طی رشد اولیهٔ پستانداران به سلول‌های زایای اولیه از سلول‌های پرتوان تمایز می‌یابند. نرها و ماده‌های گونه‌ای که تولیدمثل جنسی می‌کنند، اشکال مختلفی از گامتوژنز دارند:
- اسپرماتوژنز (مرد)
- اووژنز (مؤنث)

### مراحل
تا پیش از تبدیل شدن به گامتوگونیا، رشد جنینی گامت‌ها در نر و ماده یکسان است.

#### مسیر مشترک
گامتوگونیا معمولاً به‌عنوان مرحلهٔ اولیهٔ گامتوژنز دیده می‌شود. با این حال، گامتوگونیا خود جانشین سلول‌های زایای اولیه (PGCs) از آندودرم پشتی کیسه زرده هستند که در امتداد رودهٔ عقبی به‌سمت پشته گناد مهاجرت می‌کنند. آن‌ها با میتوز تکثیر می‌شوند و پس از رسیدن به برجستگی گناد، در اواخر مرحله جنینی، گامتوگونیا نامیده می‌شوند. هنگامی که سلول‌های زایا به گامتوگونیا تبدیل شدند، دیگر بین نر و ماده یکسان نیستند.

#### مسیر ویژه
از گامتوگونیا، گامت‌های نر و ماده به‌طور متفاوت رشد می‌کنند - نرها توسط اسپرماتوژنز و ماده‌ها توسط اووژنز. با این حال، طبق قرارداد، الگوی زیر برای هر دو مشترک است:
| نوع سلول        | پلوئیدی / کروموزوم در انسان | روند                 |
| گامتوگونیوم     | دیپلوئید (2N)/۴۶            | گامتوسیتوژنز (میتوز) |
| گامتوسیت اولیه  | دیپلوئید (2N)/۴۶            | گامتیدوژنز (میوز I)  |
| گامتوسیت ثانویه | هاپلوئید (N)/23             | گامتیدوژنز (میوز II) |
| گامتید          | هاپلوئید (N)/23             |                      |
| گامت            | هاپلوئید (N)/23             |                      |

### گامتوژنز در شرایط آزمایشگاهی
گامتوژنز در شرایط آزمایشگاهی (IVG) تکنیک توسعهٔ گامت‌های تولیدشده در شرایط آزمایشگاهی است، به‌عنوان مثال، «تولید تخمک و اسپرم از سلول‌های بنیادی پرتوان در یک ظرف کشت.» این تکنیک در حال حاضر در موش‌ها قابل انجام است و احتمالاً در آینده در انسان‌ها و نخستی‌های غیرانسان نیز موفقیت خواهد داشت.

## در گامتانژیا
قارچ‌ها، جلبک‌ها و گیاهان ابتدایی ساختارهای هاپلوئیدی با نام گامتانژیا را تشکیل می‌دهند که گامت‌ها از طریق میتوز تولید می‌شوند. در برخی از قارچ‌ها، مانند قارچ‌های یوغی، گامتانژیا تک‌سلولی هستند که در انتهای هیف‌ها قرار دارند و با ترکیب شدن در زیگوت به‌عنوان گامت عمل می‌کنند. به‌طور معمول، گامتانژیا ساختارهای چندسلولی هستند که به اندام‌های نر و ماده متمایز می‌شوند:
- آنتریدیوم (مرد)
- آرکگونیوم (مؤنث)

## در گیاهان گلدار
در گیاهان گل‌دار، گامت‌های نر (همیشه دو عدد) در داخل لولهٔ گرده (در ۷۰ درصد گونه‌ها) یا در داخل دانهٔ گرده (در ۳۰ درصد گونه‌ها) از طریق تقسیم یک سلول مولد به دو هستهٔ اسپرم تولید می‌شوند. بسته به گونه، این فرایند، می‌تواند در حالی رخ دهد که گرده در پرچم (گردهٔ سه‌سلولی) یا پس از گرده‌افشانی و رشد لولهٔ گرده (گردهٔ دوسلولی در بساک و در کلاله) ایجاد می‌شود. گامت ماده در داخل کیسهٔ جنینی تخمک تولید می‌شود.

## میوز
میوز یک ویژگی اصلی گامتوژنز است، اما عملکرد تطبیقی میوز در حال حاضر موضوع بحث است. یک رویداد کلیدی در طول میوز، جفت شدن کروموزوم‌های همتا و نوترکیبی (تبادل اطلاعات ژنتیکی) بین کروموزوم‌های همتا است.